# Élections législatives togolaises de 2007
Des élections législatives se sont déroulées le 14 octobre 2007 au Togo. Près de 3 millions d'électeurs étaient appelés à élire 81 députés.

## Organisation des élections
Initialement prévues le 24 juin, elles ont été reportées une première fois au 5 août puis repoussées à une date indéterminée, en raison de problèmes techniques d'adaptation de kit de recensement électoral utilisé auparavant en République démocratique du Congo, selon Tozim Potopéré, président de la Commission électorale nationale indépendante (Céni).
Le gouvernement togolais et l'Union européenne ont signé le 2 août un mémorandum d’accord sur l’arrivée d’une mission européenne d’observation pour les élections législatives. La mission sera conduite par l’eurodéputée Fiona Hall.
Sur proposition de la Commission électorale nationale indépendante (CENI) et après consultation du Premier ministre et du président de l'Assemblée nationale, le président Faure Gnassingbé a signé le 30 août un décret dissolvant l'Assemblée nationale.
Le ministre de l'Administration territoriale, sur rapport de la CENI et par décret adopté en Conseil des ministres, a fixé la date des élections législatives au 14 octobre 2007. La campagne électorale était ouverte du 29 septembre au 12 octobre.
L'Organisation internationale de la francophonie (OIF), l'Union africaine  et l'Union européenne ont envoyé 3 500 observateurs internationaux, afin de superviser le scrutin.

## Candidats
L’ensemble des partis politiques a présenté  2 100 candidats pour briguer les 81 sièges à pourvoir. L’élection a lieu à la proportionnelle à la plus forte moyenne.

## Déroulement du scrutin
Tout comme la campagne électorale, le scrutin s’est déroulé le 14 octobre dans le calme.

## Résultats et contestations
Le 17 octobre, la Commission électorale nationale indépendante (Ceni) a publié des résultats provisoires donnant la majorité absolue au Rassemblement du peuple togolais (RPT) avec 50 sièges, 27 à l’Union des forces de changement (UFC) et 4 au Comité d'action pour le renouveau (CAR). La Ceni a décidé le 21 octobre de ne pas publier les résultats complets des élections législatives en raison de plusieurs irrégularités constatées pendant les opérations de dépouillement à Lomé : la moitié des urnes ont été acheminées à la Ceni sans les scellés officiels réglementaires et des résultats ont été enregistrés dans des bureaux de vote ne figurant pas sur les listes officielles.
La Mission d’observation de la Communauté économique des États de l'Afrique de l'Ouest (CEDEAO) a déclaré le 15 octobre dans une déclaration lue par le chef de la mission Babacar Ndiaye à Lomé « qu’en dépit de quelques insuffisances notées ici et là, les élections législatives anticipées du 14 octobre 2007 ont été libres, justes et transparentes ».
L’Union des forces de changement (UFC) a dénoncé le 16 octobre de nombreuses irrégularités dans une lettre au président de la Commission électorale nationale indépendante Tozim Potopere. Les deux représentants de l’UFC au sein de la Céni ont démissionné avant la proclamation des résultats. Jean Claude Délava Kodjo, un des deux représentants, a ainsi déploré le fait qu’un « grand nombre » de bulletins de vote aient été annulés lors du dépouillement et que la proportion de bulletins nuls notés sur l’ensemble du territoire soit excessivement élevée.
La Cour constitutionnelle, après avoir examiné les recours déposés par différents candidats, a reconnu certaines irrégularités mais a estimé qu'elles n'étaient pas d'ampleur à invalider le vote pour les bureaux où elles ont été relevées. Elle a donc proclamé les résultats définitifs le 30 octobre. Le président togolais Faure Gnassingbé a invité le 1er novembre, les acteurs politiques locaux à se « soumettre humblement au verdict des urnes » alors que l’Union des forces de changement (UFC) continue à dénoncer les irrégularités estimant que les résultats n’étaient « ni crédibles, ni acceptables » et que la Cour n’avait pas dit le droit.

## Résultats
|                           |                                                                 |           |       |        |               |  |  |  |  |
| Parti                     | Parti                                                           | Votes     | %     | Sièges | +/–           |  |  |  |  |
|                           | Rassemblement du peuple togolais (RPT)                          | 922 636   | 40,19 | 50     | 22            |  |  |  |  |
|                           | Union des forces de changement (UFC)                            | 867 507   | 37,79 | 27     | Nv.           |  |  |  |  |
|                           | Comité d'Action pour le Renouveau (CAR)                         | 192 618   | 8,39  | 4      | Nv.           |  |  |  |  |
|                           | Convergence patriotique panafricaine (CPP)                      | 43 898    | 1,91  | 0      | Nv.           |  |  |  |  |
|                           | Convention démocratique des peuples africains (CDPA)            | 38 347    | 1,67  | 0      | Nv.           |  |  |  |  |
|                           | Parti pour la Démocratie et le Renouveau (PDR)                  | 24 260    | 1,06  | 0      | Nv.           |  |  |  |  |
|                           | Pacte Socialiste pour le Renouveau (PSR)                        | 23 254    | 1,01  | 0      | Nv.           |  |  |  |  |
|                           | Alliance des démocrates pour le développement intégral (ADDI)   | 21 441    | 0,93  | 0      | Nv.           |  |  |  |  |
|                           | Alliance Démocratique pour la Patrie (ADP)                      | 15 444    | 0,67  | 0      | Nv.           |  |  |  |  |
|                           | Parti des Démocrates panafricains (PDP)                         | 14 141    | 0,62  | 0      | Nv.           |  |  |  |  |
|                           | Mouvement Citoyen pour la Démocratie et le Développement (MCD)  | 12 741    | 0,56  | 0      | Nv.           |  |  |  |  |
|                           | Union pour la démocratie et le progrès social (UDPS)            | 8 362     | 0,36  | 0      | 2             |  |  |  |  |
|                           | Le Nid                                                          | 8 269     | 0,36  | 0      | Nv.           |  |  |  |  |
|                           | Union Populaire pour la République                              | 7 814     | 0,34  | 0      | Nv.           |  |  |  |  |
|                           | Alliance Togolaise des Démocrates                               | 7 542     | 0,33  | 0      | Nv.           |  |  |  |  |
|                           | Parti pour le Renouveau et la Rédemption                        | 5 211     | 0,23  | 0      | Nv.           |  |  |  |  |
|                           | Union des Démocrates Socialistes du Togo                        | 4 229     | 0,18  | 0      | Nv.           |  |  |  |  |
|                           | Mouvement de Jeunesse Togolaise                                 | 3 873     | 0,17  | 0      | 2             |  |  |  |  |
|                           | Nouvelle Dynamique Populaire                                    | 3 536     | 0,15  | 0      | Nv.           |  |  |  |  |
|                           | Mouvement des Républicains Centristes                           | 3 157     | 0,14  | 0      | Nv.           |  |  |  |  |
|                           | Coordination des Forces Nouvelles                               | 2 170     | 0,09  | 0      | Nv.           |  |  |  |  |
|                           | Mouvement des croyants pour l'égalité et la paix                | 1 718     | 0,07  | 0      | 1             |  |  |  |  |
|                           | Regroupement des Forces Vives de la Jeunesse pour le Changement | 1 550     | 0,07  | 0      | Nv.           |  |  |  |  |
|                           | Parti d’Action pour le Changement au Togo                       | 1 056     | 0,05  | 0      | Nv.           |  |  |  |  |
|                           | Jeunesse et dignité                                             | 710       | 0,03  | 0      | Nv.           |  |  |  |  |
|                           | Parti d'Union pour la Rénovation et le Développement            | 221       | 0,01  | 0      | Nv.           |  |  |  |  |
|                           | Parti national de salut des travailleurs                        | 140       | <0,00 | 0      | Nv.           |  |  |  |  |
|                           | Front africain pour la démocratie et le développement           | 114       | <0,00 | 0      | Nv.           |  |  |  |  |
|                           | Indépendants                                                    | 59 614    | 2,60  | 0      | 1             |  |  |  |  |
|                           |                                                                 |           |       |        |               |  |  |  |  |
| Votes blancs et invalides | Votes blancs et invalides                                       | 180 836   | 7,30  |        |               |  |  |  |  |
| Votes valides             | Votes valides                                                   | 2 295 573 | 92,60 |        |               |  |  |  |  |
| Total                     | Total                                                           | 2 476 409 | 100   | 91     | en stagnation |  |  |  |  |
| Abstention                | Abstention                                                      | 432 078   | 14,86 |        |               |  |  |  |  |
| Inscrits / participation  | Inscrits / participation                                        | 2 908 487 | 85,14 |        |               |  |  |  |  |